# Zastava 101
Zastava 101 – kompaktowy samochód osobowy z nadwoziem typu liftback produkowany w zakładach Zastava w Kragujevacu, będący rozwinięciem konstrukcji Fiata 128. Produkcję rozpoczęto 15 października 1971 roku, do momentu jej zakończenia, 21 listopada 2008, powstało ponad milion egzemplarzy. Do napędu używano silników R4 o pojemności 1,1, a później także 1,3 l. Moc przenoszona była na oś przednią poprzez 4-biegową, a od końca lat 80. 5-biegową manualną skrzynię biegów. Pojazd montowany był także na Żeraniu w Fabryce Samochodów Osobowych jako Zastava 1100p. Bliźniaczym pojazdem była Zastava 128, różniła się ona nadwoziem – była 4-drzwiowym sedanem. W rodzimym kraju wersja 101 znana jest pod potoczną nazwą stojadin, 128 zaś jako osmica.

## Historia i opis modelu

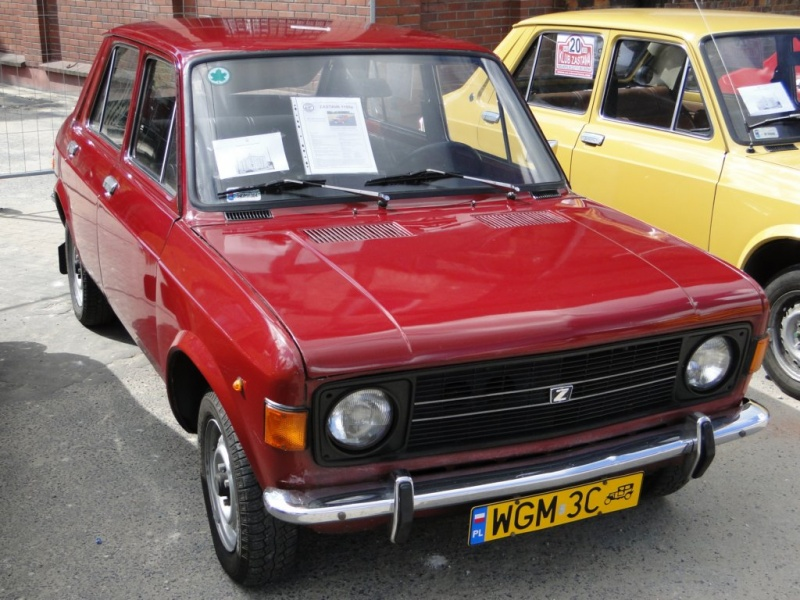
Zastava 1100p z 1983 roku

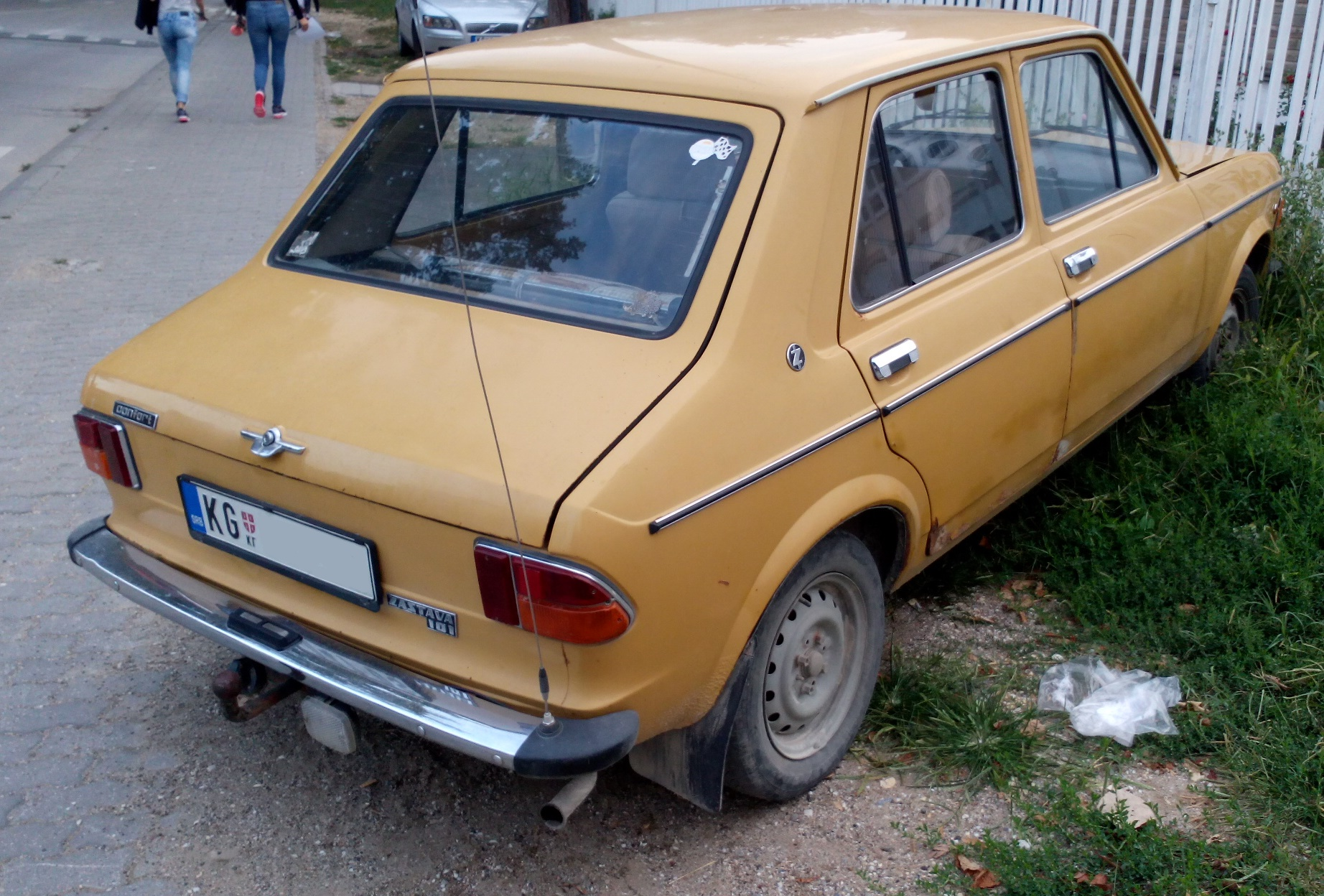
Zastava 101 Confort – tył nadwozia

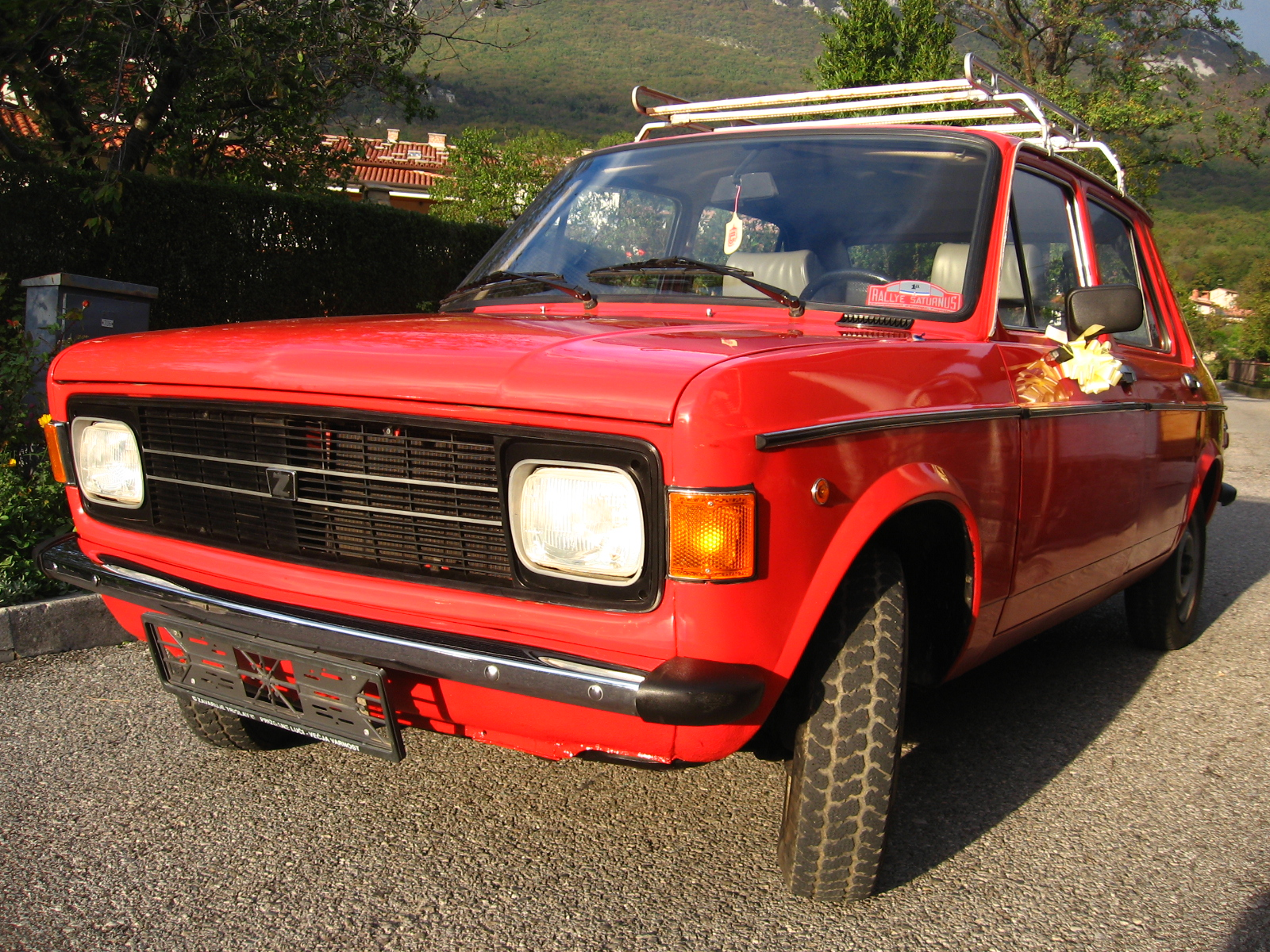
Zastava 101 Confort

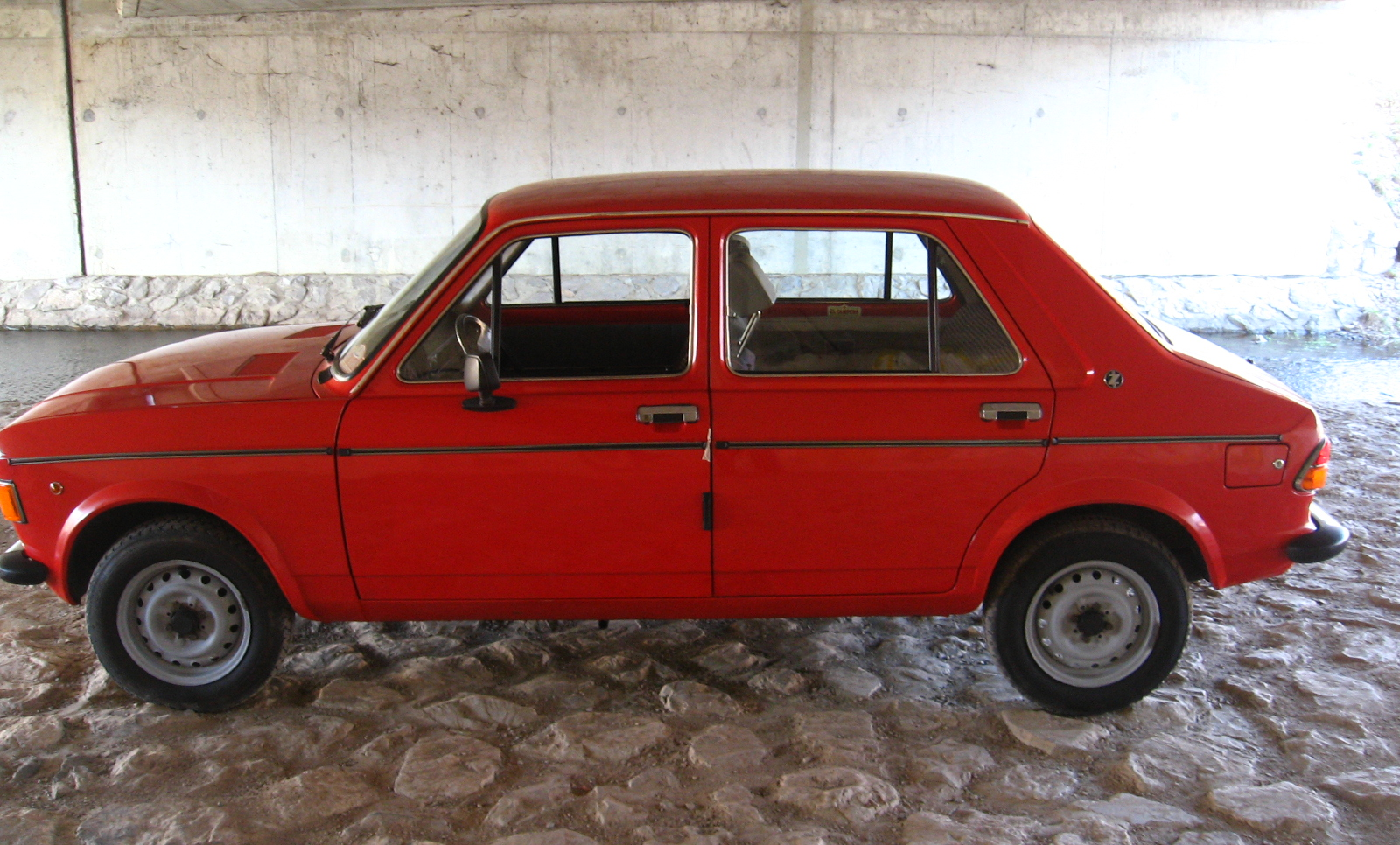
Zastava 101 – sylwetka

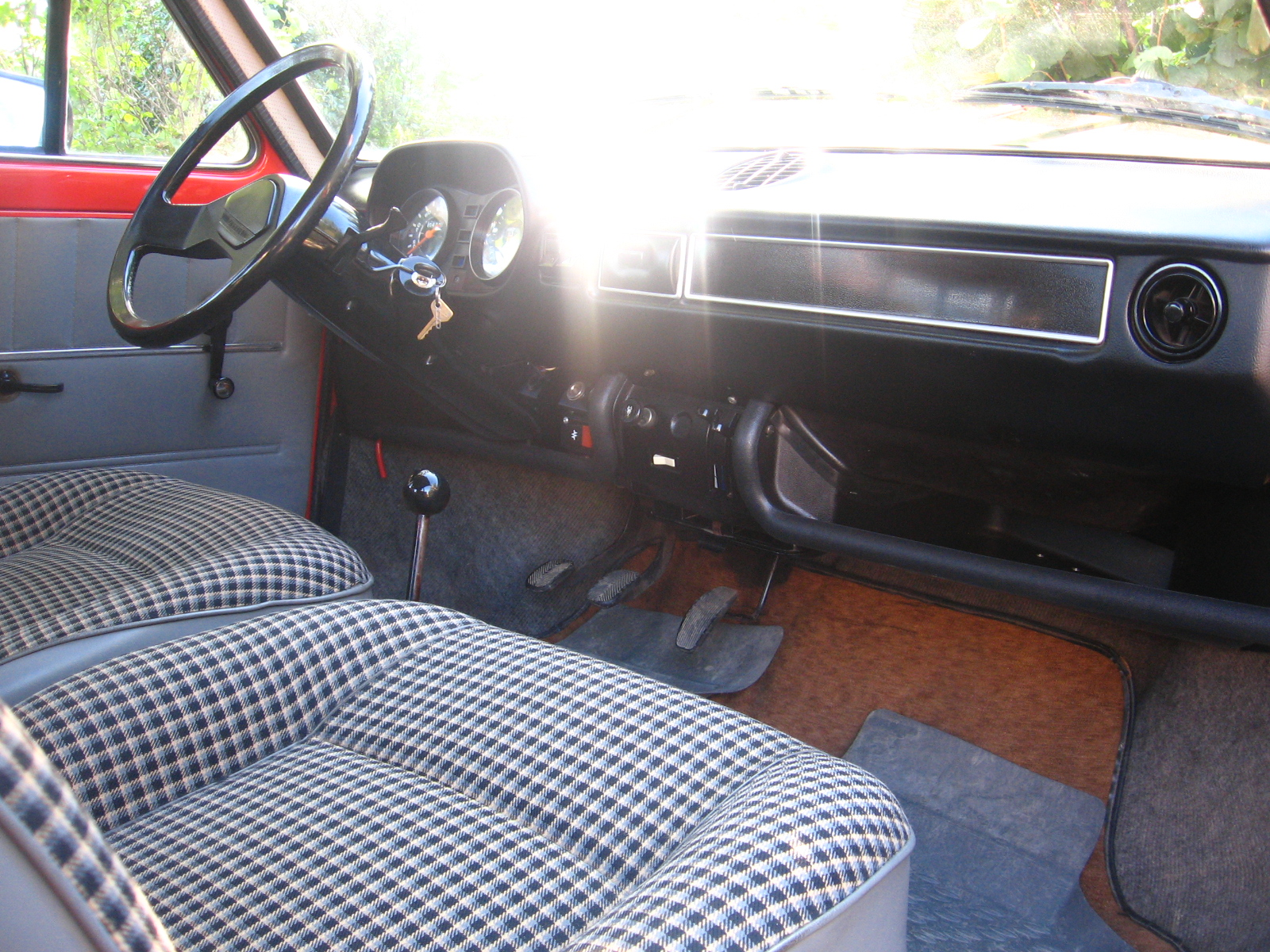
Wnętrze

Współpraca Fiata i Zastavy została rozpoczęta podpisaniem kontraktu w sierpniu 1954 roku. Nieco później rozpoczęto na licencji montaż modelu 1400, w kolejnych latach zaś: 750, 1300 i 1500. W 1955 stanowisko prezesa Zastavy objął Prvoslav Raković, w 1959 udało mu się nakłonić Fiata do zainwestowania 30 milionów dolarów w budowę nowej fabryki, co miało pozwolić zwiększyć roczną produktywność do 32 000 pojazdów, głównie licencyjnego modelu 600. Produkcję w nowej fabryce uruchomiono w 1962 roku. W połowie lat 60 XX w. nastąpił gwałtowny rozwój przemysłu motoryzacyjnego w krajach bloku wschodniego, Fiat podpisał licencje z Ładą oraz FSO. Zastava miała produkować pojazd oparty na Fiacie 128, zamiast nadwozia typu sedan nowy model cechować miał się nowoczesnym typem liftback zaprojektowanym w Turynie z polecenia Rakovicia.
Początki konstrukcji Fiata 128 sięgają wczesnych lat 60 XX wieku, pracowano wówczas nad projektem X1/1. Za prace odpowiedzialny był Dante Giacosa, zakładano by nowy samochód cechował się silnikiem zamontowanym poprzecznie do osi nadwozia i przednim napędem. Produkcję nowego pojazdu planowano uruchomić w jugosłowiańskiej fabryce Črvena Zastava, gdzie wcześniej powstawały licencyjne modele 750 i 1300. Fiatowi 128 przyznano w 1970 tytuł Samochodu Roku. 16 maja 1971 roku ruszyła produkcja Zastavy 128 z 4-drzwiowym nadwoziem typu sedan. Wersję hatchback, nazwaną początkowo Zastava NV (Nacjonalno Vozilo), zaprezentowano 15 października 1971 roku podczas salonu motoryzacyjnego w Belgradzie. W 1973 roczny poziom produkcji nowej Zastavy przekroczył próg 55 000 egzemplarzy, tym samym przekraczając poziom produkcji modelu 750. Fiat 128 oraz Zastava 101 wyróżniały się nowoczesnym jak na owe czasy silnikiem zaprojektowanym przez Aurelio Lamprediego.
W odróżnieniu od pierwowzoru, który oferowany było jako 4-drzwiowy sedan, 2-drzwiowy sedan oraz 3-drzwiowe kombi, Zastava 101 była pięciodrzwiowym liftbackiem. Wyróżniała się wyglądem pasa tylnego nadwozia, zastosowano m.in. inne klosze lamp tylnych. Pojazd wyposażony był w składaną tylną kanapę, co podnosiło jego użyteczność i powiększało dostępną przestrzeń bagażową do maksymalnie 1010 dm³ i 1340 mm długości. W początkowym okresie produkcji do napędu służył silnik R4 SOHC o pojemności 1116 cm³ i mocy 55 KM, co wystarczyło, aby ważący 850 kg samochód rozpędzić do prędkości 140 km/h. Jednostka napędowa cechowała się odlewanymi elementami: wałem korbowym podpartym na pięciu łożyskach głównych, korbowodami oraz blokiem silnika. Głowicę silnika oraz tłoki wykonano ze stopów metali lekkich. Silniki produkowano w fabryce DMB Motori w Rakovicy. Samochód wyposażony był w hydrauliczny układ hamulcowy, na przedniej osi zastosowano hamulce tarczowe, z tyłu zaś bębny. Zawieszenie pojazdu było w pełni niezależne. W konstrukcji przedniej osi wykorzystano zwrotnice kolumnowe typu McPherson ze sprężynami śrubowymi oraz stabilizator poprzeczny, na osi tylnej zastosowano wahacze poprzeczne, poprzeczny resor piórowy oraz amortyzatory teleskopowe.
Początkowo pojazd dostępny był w dwóch wersjach wyposażenia: podstawowej Standard (czarna skajowa tapicerka) oraz lepiej wyposażonej De Luxe (czerwona tapicerka foteli, chromowane listwy na drzwiach). W 1976 De Luxe zastąpiona została przez 101L, wersja ta wyposażona była dodatkowo w hamulce ze wspomaganiem, lampę biegu wstecznego, zapalniczkę, rozkładane siedzenia czy też chromowaną atrapę chłodnicy z ozdobami. Od roku 1979 zamiast Standard oferowana była 101B, jedyną różnicą były rozkładane fotele przejęte ze 101L. W tym samym roku powstało prawie 90 000 egzemplarzy modelu. W późniejszym czasie dołączyły do oferty odświeżone wersje 101S i 101SC, zastosowano nowe zderzaki, prostokątne przednie reflektory oraz inną atrapę chłodnicy, małe kołpaki oraz ogrzewanie tylnej szyby. Produkowano także usportowiony wariant 101 Special z silnikiem 1300 o mocy 73 KM (53,5 kW), obrotomierzem i wskaźnikiem ciśnienia oleju. Wersje 101 GT/GLL 55/65 cechowały się szerszymi zderzakami z wkomponowanymi weń lampami pozycyjnymi i kierunkowskazami, nową atrapą chłodnicy, zmodyfikowanym układem zawieszenia.

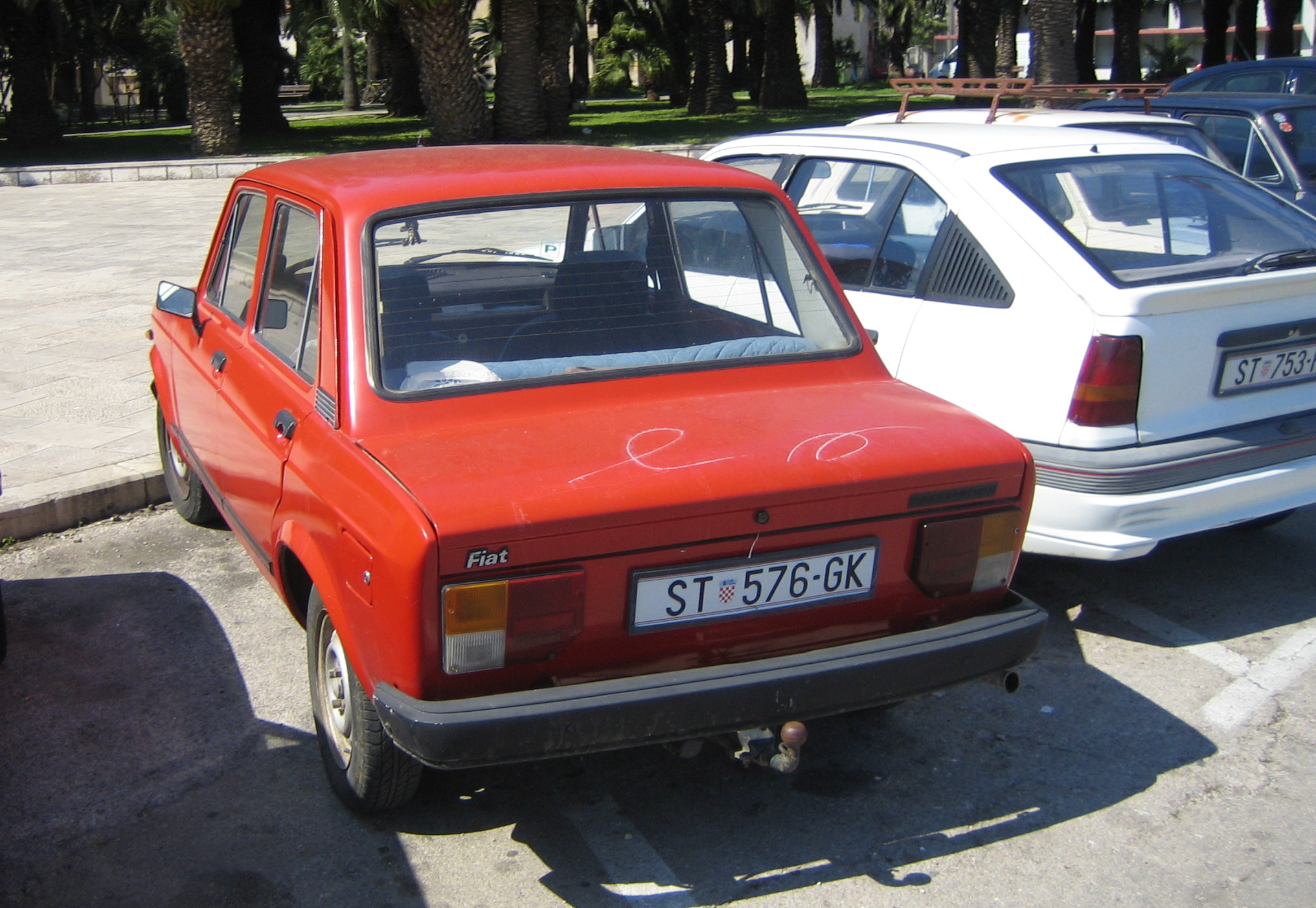
Zastava 128 – tył nadwozia

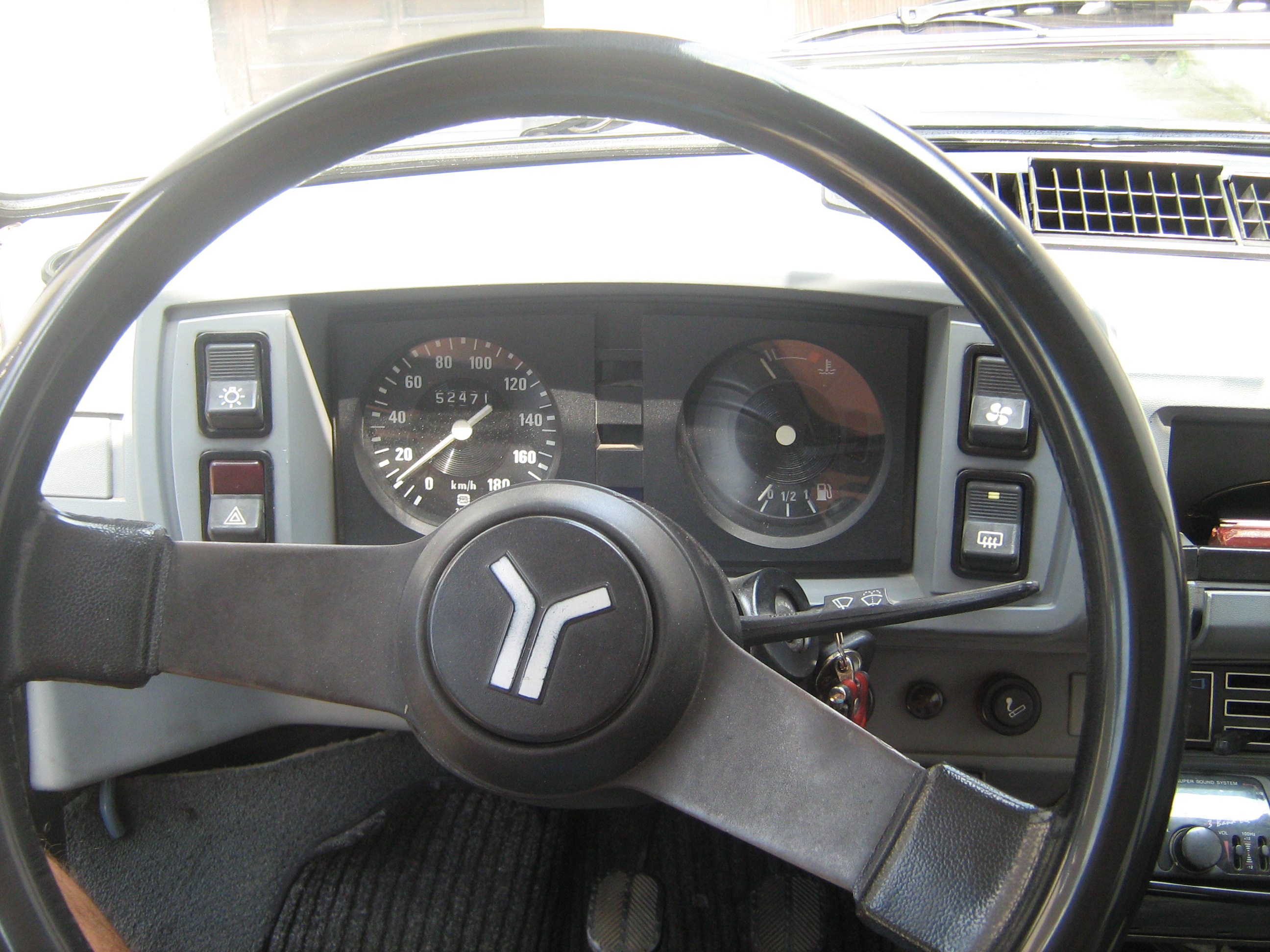
Deska rozdzielcza Yugo Scala 55

Po 1983 roku rozszerzono gamę dostępnych wersji o samochód z nadwoziem typu pick-up, otrzymał nazwę Poli/Poly. Cechował się on przy ładowności równej 515 kg przestrzenią ładunkową o pojemności 2,3 m³ (z zabudową), prędkość maksymalna dla silnika 1.1 wynosiła 130 km/h, przyspieszenie 0-100 km/h 16,25 s, średnie zużycie paliwa przy 90 km/h zaś 7 l. Wersja pick-up produkowana była przez zakłady Zastava Specjialni Automobili zlokalizowane w Somborze. W późniejszym czasie wprowadzono do produkcji nową jednostkę napędową o pojemności 1302 cm³ i mocy maksymalnej 64 KM (47 kW). W 1985 roku na rynkach eksportowych zmieniono nazwę Zastava 101 na Jugo/Yugo Skala. Od 1988 roku z silnikiem 1300 dostępna była 5-biegowa manualna skrzynia biegów, zastosowano także nowe zderzaki z tworzyw sztucznych oraz układ zapłonowy Bosch. W 1997 roku fabrykę opuściło 2725 egzemplarzy Skali 101 oraz 1757 Skali 128. Wiosną 1999 roku fabryka w Kragujevacu została zbombardowana przez siły NATO. Produkcję modelu 101 wznowiono już pół roku później. W 2001 roku zrezygnowano z nazwy Yugo na rzecz historycznej marki Zastava. Dwa lata później, w 2003, zakończono produkcję 4-drzwiowej Zastavy 128. W maju 2008 roku zaprezentowano ostatnią wersję Skali 55, zastosowano nowy typ foteli przednich oraz zmodernizowano wygląd deski rozdzielczej. Produkcja Zastavy 101 została zakończona dnia 21 listopada 2008 roku. Pod koniec produkcji był to jeden z najtańszych dostępnych w wolnej sprzedaży nowych samochodów osobowych – cena wynosiła nieco ponad 3700 €. Wytwarzanie odmiany Poly z nadwoziem pick-up kontynuowano do grudnia 2010 roku, co ostatecznie zakończyło produkcję samochodów serii 101.

### Zastava 1100p

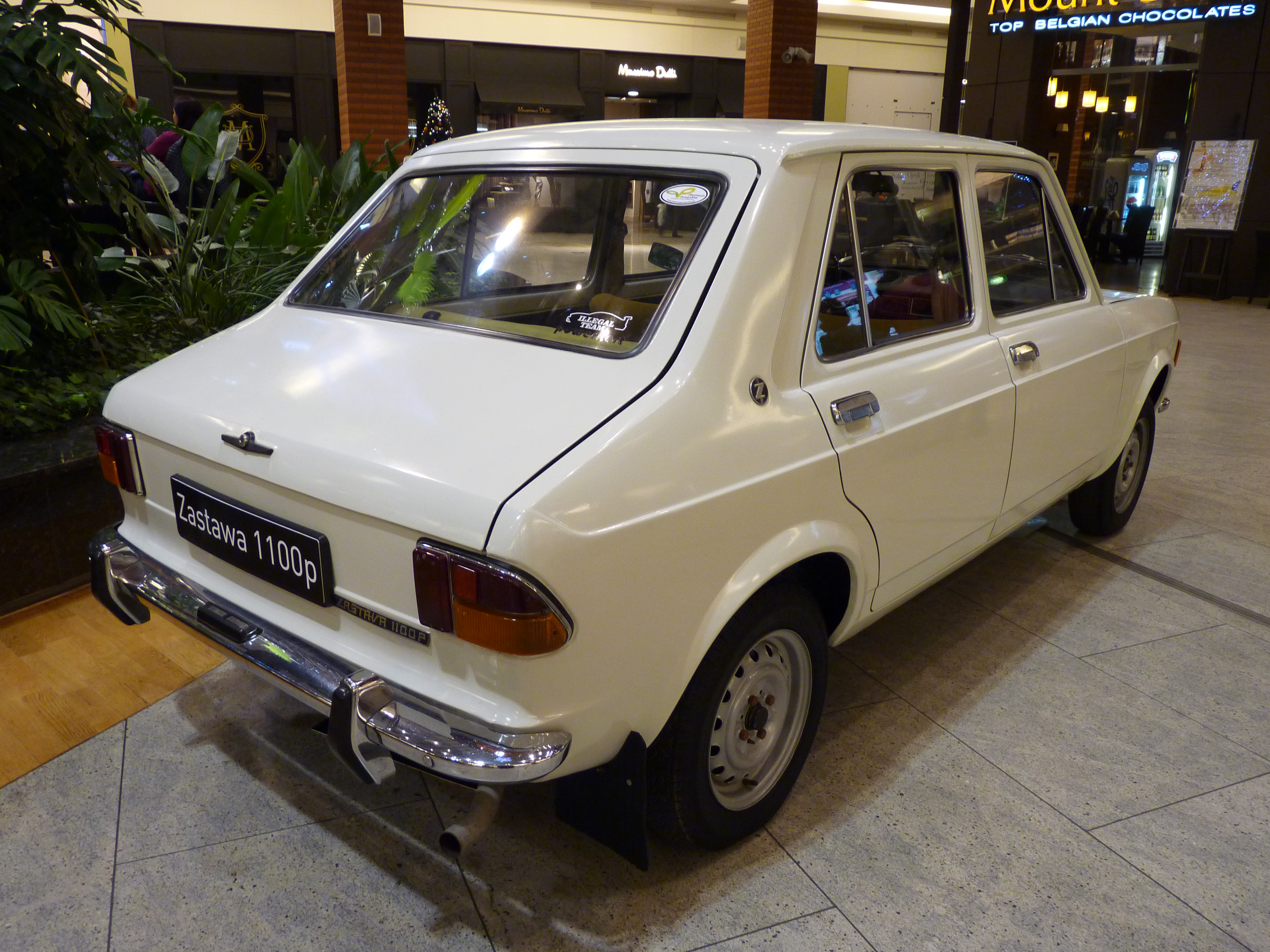
Zastava 1100p – tył nadwozia

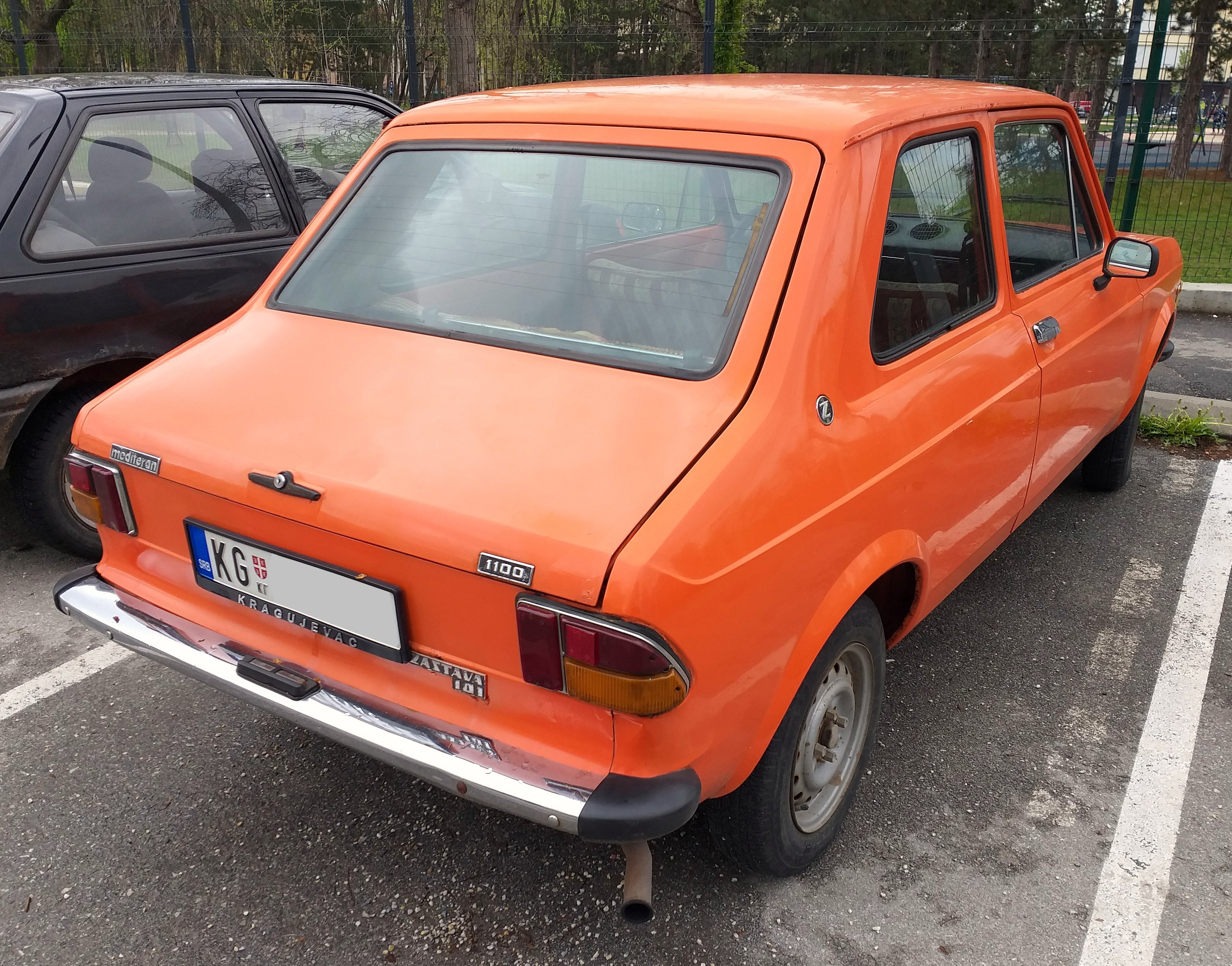
Zastava 1100 Mediteran

Od 1975 do 1983 roku samochód montowano w Polsce w FSO pod nazwą Zastava 1100p. Model wprowadzono do oferty FSO jako sposób na powiększenie oferty produkowanych pojazdów. Na wybór Zastavy jako producenta wpłynął fakt wcześniejszej współpracy między Polską a Jugosławią (produkcja podzespołów samochodowych, porozumienie pomiędzy producentami autobusów). Jako miejsce montażu posłużyły hale fabryczne zwolnione po zakończeniu produkcji Syreny i przeniesieniu produkcji jej do Bielska-Białej. Montaż ograniczał się do uzupełnienia kilku brakujących elementów np. zderzaków do pojazdów przyjeżdżających w całości na wagonach do Polski Zakładano, że fabrykę ma opuszczać rocznie od 7 do 10 tysięcy egzemplarzy. W roku 1978 przeprowadzono drobny facelifting nadwozia, odświeżono wygląd atrapy chłodnicy, tapicerki oraz zrezygnowano z uchylanych szybek w drzwiach bocznych. W Polsce dokonano uzupełnienia gamy samochodu o model 3-drzwiowy Zastava 1100 Mediteran. do którego SHL Kielce produkowała błotniki tylne. Jego produkcję rozpoczęto pod koniec 1980, zastosowano dłuższe o 11 cm drzwi przednie, tapicerkę z dwudrzwiowego Fiata 128 3p coupe oraz odchylane przednie fotele ułatwiające zajmowanie miejsc na tylnej kanapie. W porównaniu z wersją 5-drzwiową, pojazd był o 15 kg lżejszy. W ramach kooperacji polsko-jugosłowiańskiej wykonano w FSO tłoczniki nadwozia do modelu Mediteran, produkowanego w Jugosławii od końca lat 70, a od roku 1980 montowanego w Polsce. Pomimo montażu aut w kraju, prawie przez cały okres wytwarzania trzeba było płacić za niego dewizami w tzw. eksporcie wewnętrznym (sklepy sieci Pewex), tylko od roku 1982 do 1983 auta były dostępne w sieci Polmozbyt za złotówki, głównie dla posiadaczy przedpłat na Polonezy. Wersja trzydrzwiowa była przy tym nieco tańsza. Od 1975 do 1983 roku w zakładzie nr 1 FSO zmontowano 58 541 egzemplarzy Zastavy 1100p.

### Montaż CKD
Zastava 128 montowana była w Egipcie przez mającą siedzibę w Kairze firmę Nasr. Montaż rozpoczęto w 1984 roku, w 1995 został on przerwany ze względu na zamówienia na nowy model Florida, wznowiono go jednak w 1999 roku. Produkcja odbywała się w systemie CKD, importem zajmowała się firma Jugo Misir Trade. Po zakończeniu produkcji Skali w rodzimym kraju prowadzono także negocjacje na temat montażu modelu w Kongu.

## Eksport

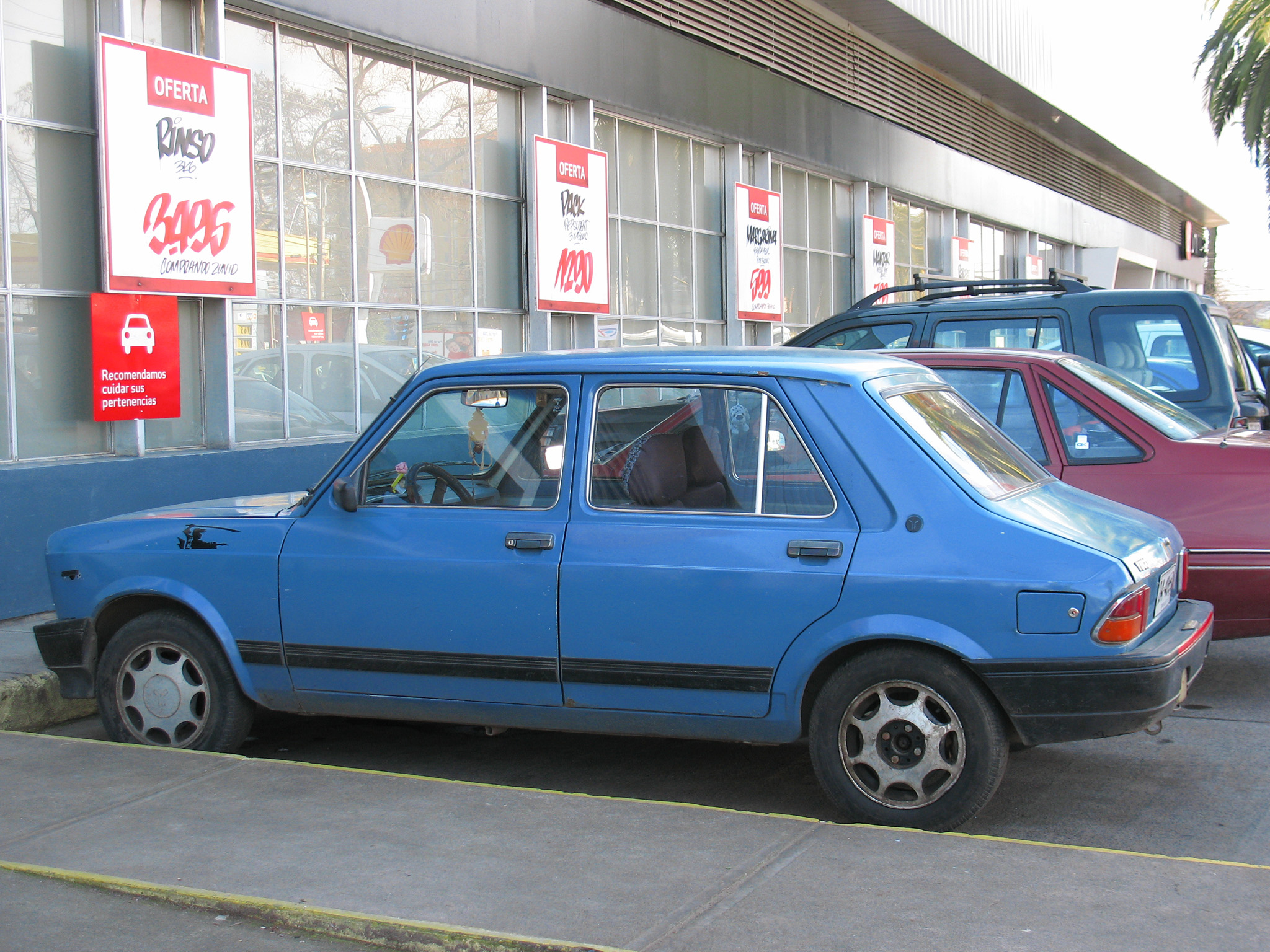
Yugo Skala w Chile

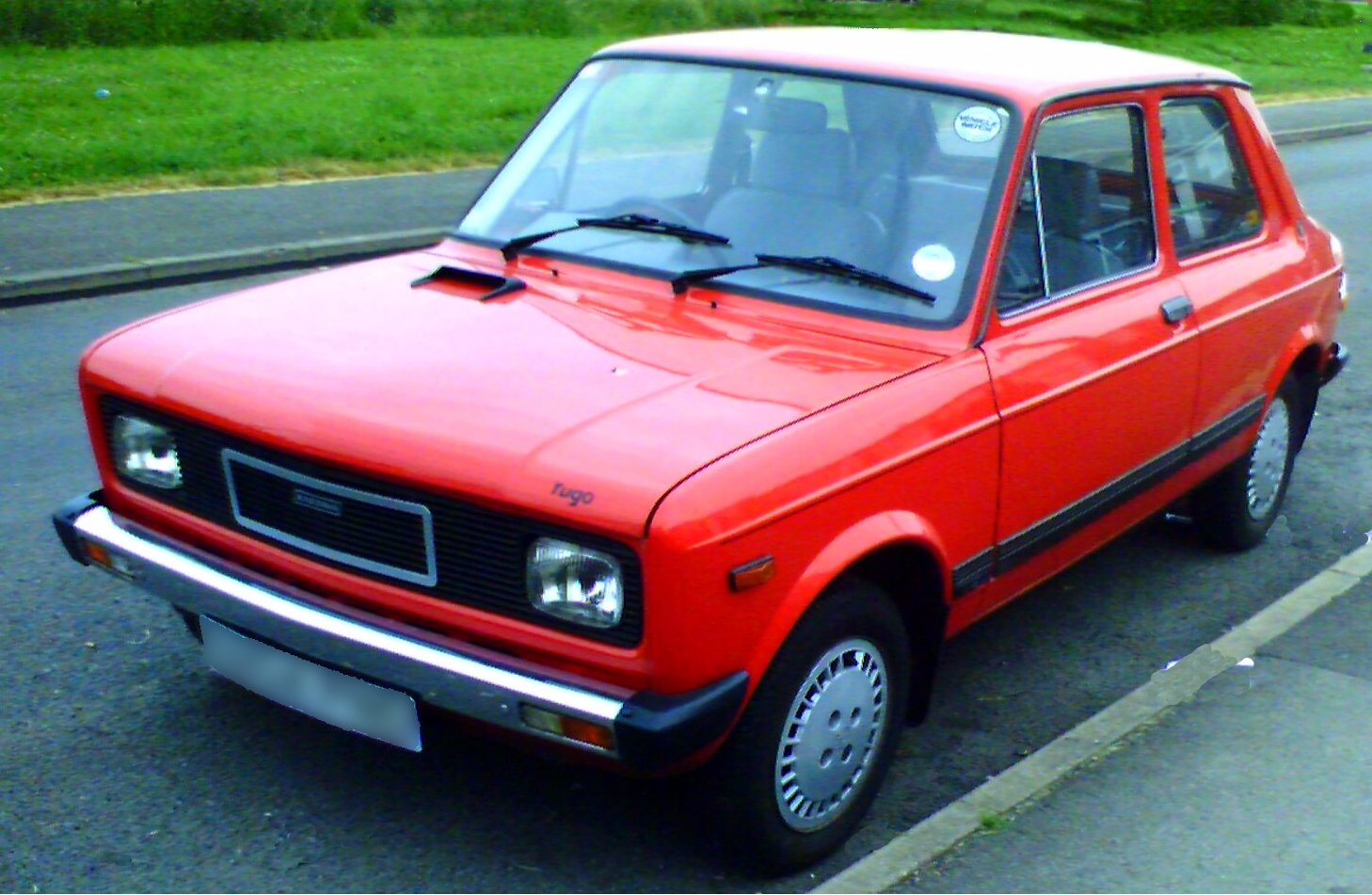
Zastava Yugo 311

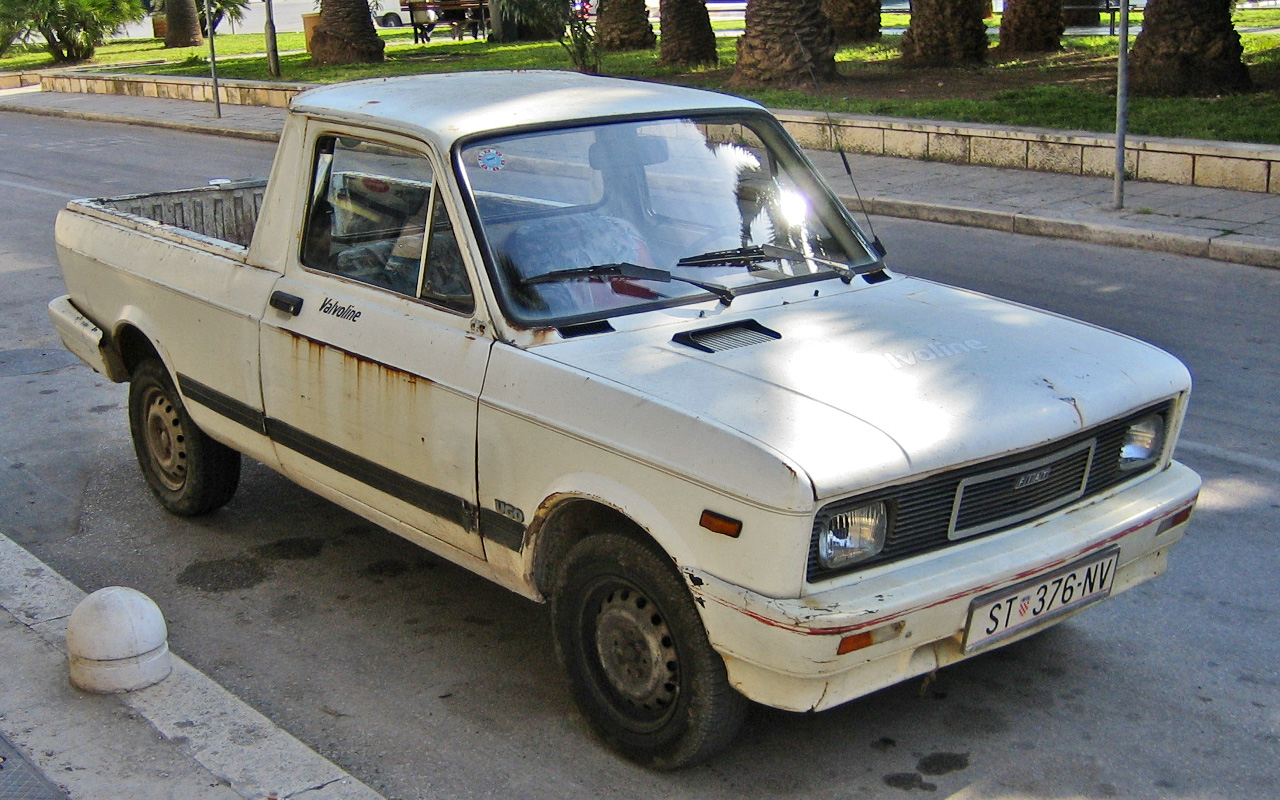
Zastava Skala Poly

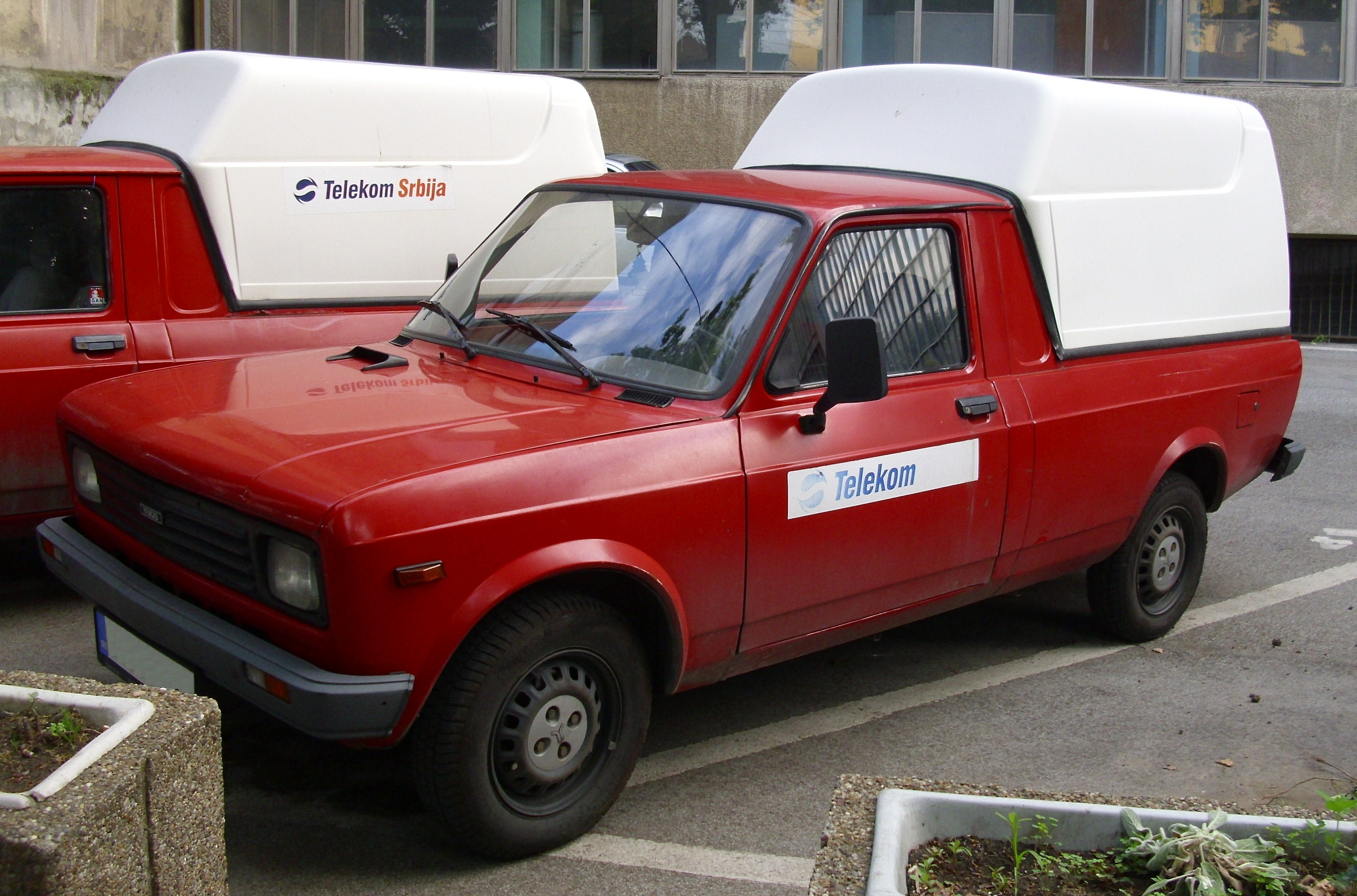
Zastava Skala Poly

Zastava 101 eksportowana była do krajów bloku wschodniego jak i do Europy Zachodniej, przy czym we Francji ze względu na brak praw do trzycyfrowej nazwy z cyfrą 0 pośrodku oferowany była jako Zastava 1100 lub 1300. Od 1982 pojazd oferowany był w Wielkiej Brytanii, początkowo jako Zastava 1100/1300, później zaś wersja 3-drzwiowa otrzymała nazwę Yugo 311 lub 313, 5-drzwiowa zaś 511 lub 513 (w zależności od silnika).

## Dane techniczne

### Silniki
| Wersja             | Silnik:                   | Układ zasilania:   | Średnica × skok tłoka: | St. sprężania:     | Moc maksymalna:                    | Maks. moment obrotowy       | 0-100 km/h:        | V-max:             | Śr. zuż. paliwa / 100 km: |
| Silniki benzynowe: | Silniki benzynowe:        | Silniki benzynowe: | Silniki benzynowe:     | Silniki benzynowe: | Silniki benzynowe:                 | Silniki benzynowe:          | Silniki benzynowe: | Silniki benzynowe: | Silniki benzynowe:        |
| ------------------ | ------------------------- | ------------------ | ---------------------- | ------------------ | ---------------------------------- | --------------------------- | ------------------ | ------------------ | ------------------------- |
| 1100               | R4 1,1 l (1116 cm³), SOHC | gaźnik             | 80 mm × 55,5 mm        | 8,8:1              | 55 KM (40,5 kW) przy 6000 obr./min | 78,5 N•m przy 3000 obr./min | 19 s               | 135 km/h           | 9,6 l                     |
| 511 GL             | R4 1,1 l (1116 cm³), SOHC | gaźnik             | 80 mm × 55,5 mm        | 8,8:1              | 60 KM (44 kW) przy 6000 obr./min   | 83 N•m przy 4400 obr./min   | 17 s               | 146 km/h           | 8,5 l                     |
| 1100 Super         | R4 1,1 l (1116 cm³), SOHC | gaźnik             | 80 mm × 55,5 mm        | 9,2:1              | 64 KM (47 kW) przy 6000 obr./min   | 81 N•m przy 4000 obr./min   | 16,5 s             | 148 km/h           | b.d                       |
| 1300               | R4 1,3 l (1290 cm³), SOHC | gaźnik             | 86 mm × 55,5 mm        | 8,8:1              | 73 KM (53,5 kW) przy 6000 obr./min | 100 N•m przy 3900 obr./min  | 15 s               | 150 km/h           | 9,6 l                     |

Źródło:
- Silnik chłodzony cieczą, układ zamknięty z termostatem, chłodnica z wentylatorem
- Gaźnik Weber 32 ICEV 10 lub IPM32MGV-1 jednogardzielowy (silnik 1100) lub Weber dwugardzielowy (1300)[11]
- Kolejność zapłonu: 1-3-4-2

### Przeniesienie napędu
Źródło:
- Napęd na oś przednią
- Skrzynia biegów: 4-biegowa manualna, zsynchronizowana, od 1988 5-biegowa manualna
  - Przełożenia poszczególnych biegów (I/II/III/IV/V/R): 4,091/2,235/1,469/1,043/0,863/3,714
- Przełożenie główne: 3,765
- Sprzęgło cierne, jednotarczowe, suche ze sprężyną centralną

### Układ zawieszenia
Źródło:
- Zawieszenie niezależne
  - Oś przednia: kolumny typu McPherson, sprężyny śrubowe, stabilizator poprzeczny
  - Oś tylna: wahacze poprzeczne, resory piórowe oraz amortyzatory teleskopowe
- Układ hamulcowy hydrauliczny
  - Oś przednia: tarczowe, średnica tarcz 227 mm[11]
  - Oś tylna: bębny, średnica okładzin 186 mm
- Opony: 145/80 SR13 (silnik 1100) lub 155/70 SR13 (silnik 1300)[11]
- Ciśnienie w ogumieniu: przód 0,18 MPa, tył 0,17 MPa

### Pozostałe
- Najmniejszy promień skrętu: 5,15 m
- Rozstaw kół tył / przód: 1300 / 1304 mm
- Prześwit (samochód obciążony): 150 mm[32]
- Instalacja elektryczna: 12 V[30]
- Pojemność akumulatora: 34 Ah[30]
- Maksymalna masa przyczepy: 680 kg[30]
- Przyspieszenie 0-100 km/h: 19,8 s[1]

## Zakończenie produkcji
Produkcję 4-drzwiowej Zastavy 128 zakończono w 2003 roku. Pojazd jednak wciąż montowany był w Egipcie, gdzie zdobył popularność jako taksówka, toczyły się także rozmowy w sprawie rozpoczęcia montażu modelu w Kongo. Wersja hatchback, Skala, produkowana była do 21 listopada 2008 roku. Przez 37 lat produkcji taśmy montażowe zakładu w Kragujevacu opuściło 1 045 258 egzemplarzy modelu 101 i 228 274 egzemplarze sedana 128. W produkcji pozostawiono wówczas wersję pick-up, którą ostatecznie zakończono w grudniu 2010 roku. Był to ostatni historyczny model Zastavy produkowany w fabryce, po zakończeniu jego montażu rozpoczęto przygotowania do wdrożenia do produkcji modeli Fiata.